# Recreation 4
『Recreation 4』（レクリエイション・フォー）は、Janne Da ArcのボーカリストyasuによるソロプロジェクトAcid Black Cherryのカバー・アルバム。2017年1月25日にmotorodから発売された。

## 概要
- アルバム作品としては、前作『2015 arena tour L -エル- LIVE CD』から、約1年ぶりのリリースであり、カバーアルバムとしては、前作『Recreation 3』以来、3年10か月ぶりのリリースとなった。
- CD+DVDの初回限定盤、CDのみの通常版の2タイプで発売された。シングルのカップリングとして収録されたカヴァー曲4曲を含む12曲が収録されている。
- 元々は、2016年11月2日に発売予定だったが、2017年1月25日に発売延期となった[2]。

## 記録
- オリコン週間アルバムチャートでは、初週で41,867枚を売り上げ、5位を記録[3]。

## 収録曲

### CD
1. 流星のサドル (3:54)
  - 作詞：川村真澄、作曲：久保田利伸、編曲：御供信弘

久保田利伸が1986年9月10日に発売したアルバム『SHAKE IT PARADISE』の収録曲。
2. 星空のディスタンス (3:21)
  - 作詞：高見沢俊彦・高橋研、作曲：高見沢俊彦、編曲：御供信弘

THE ALFEEが1984年1月21日に発売したシングル。
3. 輝きながら・・・ (4:21)
  - 作詞：大津あきら、作曲：鈴木キサブロー、編曲：多田三洋

徳永英明が1987年7月5日に発売したシングル。16thシングル「Greed Greed Greed」のカップリング。
4. 三日月 (4:49)
  - 作詞：絢香、作曲：西尾芳彦・絢香、編曲：松下典由

絢香が2006年9月27日に発売したシングル。
5. CLOUDY HEART (4:21)
  - 作詞・作曲：氷室京介、編曲：ABC BAND

BOØWYの楽曲。19thシングル「INCUBUS」のカップリング。表記はないが、アルバムバージョンでの収録となっており、シングルバージョンのイントロとアウトロの歓声がカットされている。
6. 青空 (4:33)
  - 作詞・作曲：真島昌利、編曲：御供信弘

THE BLUE HEARTSが1989年6月21日に発売したシングル。
7. 青春のリグレット (3:55)
  - 作詞・作曲：松任谷由実、編曲：御供信弘

麗美が1984年5月21日に発売したシングル。17thシングル「黒猫 〜Adult Black Cat〜」のカップリング。
8. 私はピアノ (4:11)
  - 作詞・作曲：桑田佳祐、編曲：ローズ高野

高田みずえが1980年7月25日に発売したシングル。元々はサザンオールスターズが1980年3月21日に発売したアルバム『タイニイ・バブルス』の収録曲。
9. Forget-me-not (5:00)
  - 作詞・作曲：尾崎豊、編曲：ローズ高野

尾崎豊が2001年4月25日に発売したシングル。18thシングル「君がいない、あの日から・・・」のカップリング。
10. フライングゲット (4:32)
  - 作詞：秋元康、作曲：すみだしんや、編曲：ABC BAND

AKB48が2011年8月24日に発売したシングル。
11. M (5:13)
  - 作詞：富田京子、作曲：奥居香、編曲：松下典由、アカペラアレンジ：中島亮

プリンセス プリンセスが1989年4月21日に発売したシングル「Diamonds」のカップリング。
12. Tomorrow never knows (5:13)
  - 作詞・作曲：桜井和寿、編曲：ローズ高野

Mr.Childrenが1994年11月10日に発売したシングル。

### 初回限定盤 DVD
下記3曲のスタジオライブ及び小室哲哉とのスペシャルトークを収録。
1. 恋におちて (Studio Live ver.)
小林明子が1985年8月31日に発売したシングル。『Recreation 3』収録。
2. GLAMOROUS SKY (Studio Live ver.)
中島美嘉が2005年8月31日に発売したシングル。『Recreation 2』収録。
3. 青空 (Studio Live ver.)
本作収録。